# دراگویه لکوویچ
دراگویه لکوویچ (صربی: Dragoje Leković؛ زادهٔ ۲۱ اکتبر ۱۹۶۷) یک بازیکن فوتبال اهل یوگسلاوی است.

## باشگاهی
از باشگاه‌هایی که در آن بازی کرده‌است می‌توان به اسپورتینگ گیخون، مالاگا، ستاره سرخ بلگراد، باشگاه فوتبال کیلمارنوک و باشگاه فوتبال پرث گلوری اشاره کرد.

## تیم ملی
وی سابقه ۱۴ بازی برای تیم ملی فوتبال یوگسلاوی در کارنامه دارد.